# جون غريفين (متزحلق جبال الألب)
جون غريفين هو متزحلق جبال الألب كندي، ولد في 3 يناير 1930، وتوفي في 12 ديسمبر 2005.

## وصلات خارجية
- جون غريفين على موقع أوليمبيديا (الإنجليزية)